# Hexachloroplatičitany

Hexachloroplatičitanový dianion

Hexachloroplatičitany jsou soli obsahující hexachloroplatičitanový anion ([PtCl6]2−).

## Příklady
- Kyselina hexachloroplatičitá, H2PtCl6
- Hexachloroplatičitan amonný, (NH4)2PtCl6
- Hexachloroplatičitan draselný, K2PtCl6
- Hexachloroplatičitan sodný, Na2PtCl6

## Podobné sloučeniny a anionty
- Kyselina hexachloropalladičitá (H2PdCl6), nestabilní
- Hexachloropalladičitany (PdCl 2-
6 )
- Hexafluoroplatičitany (PdCl 2-
6 )